# Langewahl

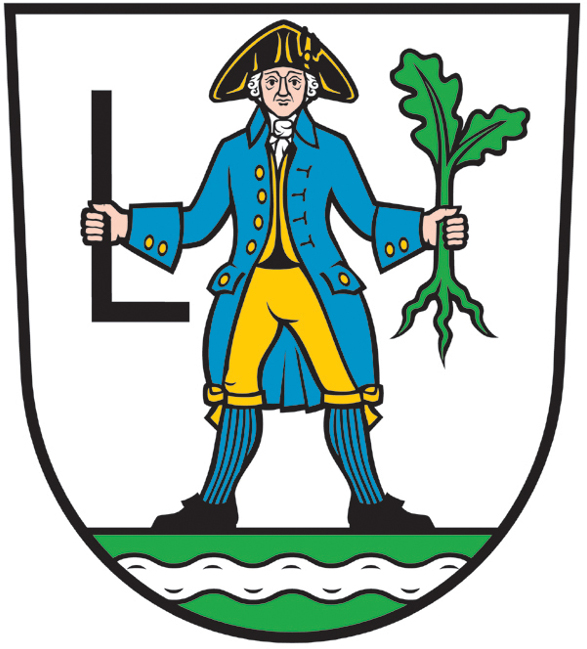
DEU Langewahl COA

Langewahl é um município da Alemanha, situado no distrito de Oder-Spree, no estado de Brandemburgo. Tem 13,27 km² de área, e sua população em 2019 foi estimada em 875 habitantes.